# 24 Horas de Le Mans 1999

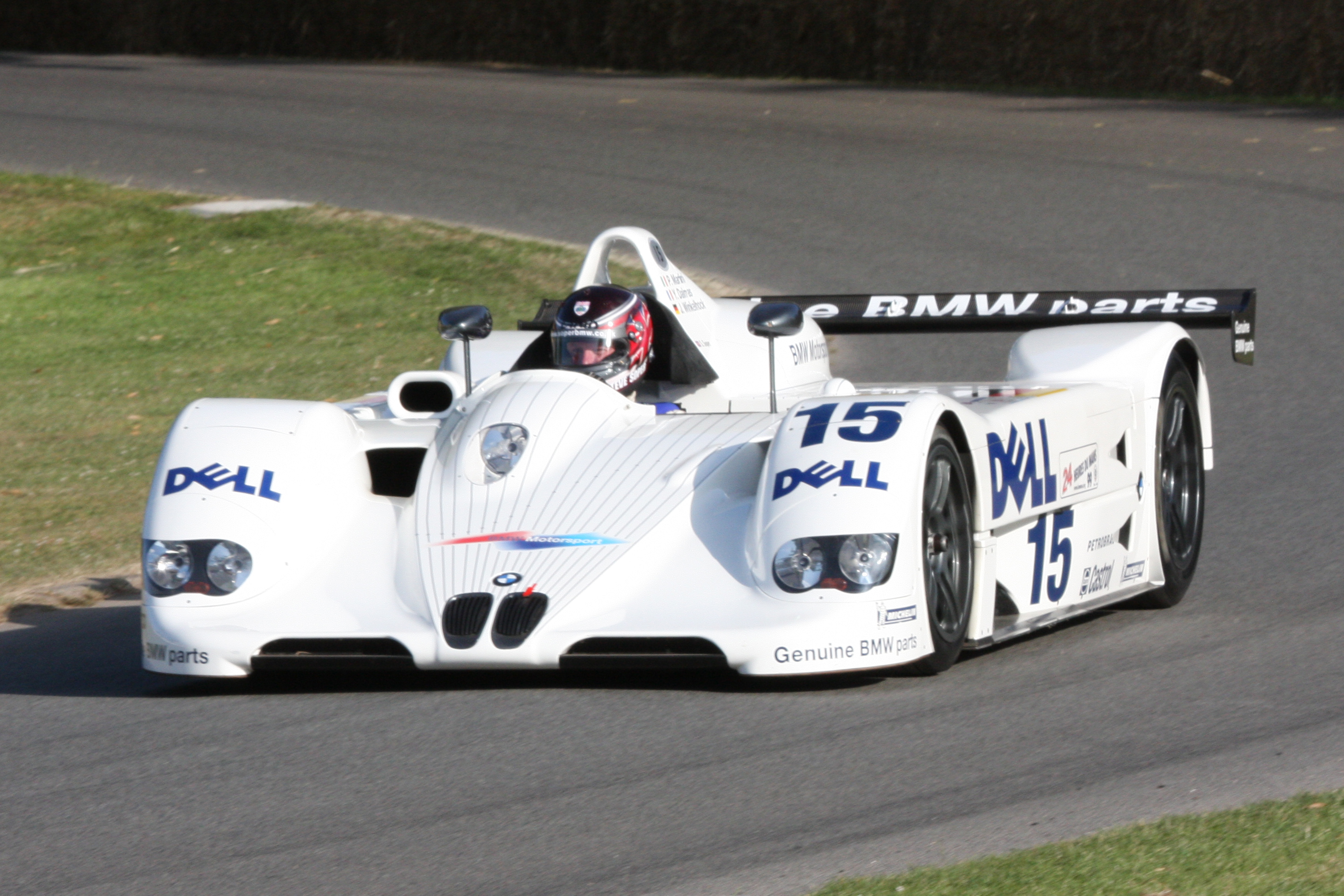
El auto ganador, el BMW V12 LMR n.º 15

Las 24 Horas de Le Mans del 1999 fue la edición n.º 67 de esta carrera de resistencia, que se disputó entre los días 12 y 13 de junio de 1999. El ganador de esta edición fue el BMW V12 LMR n.º 15, conducido por Yannick Dalmas, Joachim Winkelhock y Pierluigi Martini.
Sin embargo, la carrera es más conocida por los incidentes con los Mercedes-Benz CLR. El primero de ellos ocurrió durante los entrenamientos nocturnos del jueves, Mark Webber, a los mandos del coche número 4 salió volando cerca de la curva Indianápolis. El CLR quedó destrozado, pero los mecánicos consiguieron reconstruirlo a tiempo para la tanda de tanques llenos. Sin embargo, en la tanda de tanques llenos del sábado se produjo el segundo vuelo. Cuando se aproximaba a la curva Mulsanne el prototipo levantó vuelo, siendo captado el suceso por los fotógrafos presentes. Con el Mercedes-Benz CLR número 4 quedando descartado para la carrera, solo compitieron en la carrera dos CLR. A las cuatro horas de carrera, el CLR número 5, pilotado por Peter Dumbreck repitió lo sucedido al CLR n.º 4 en plena recta mientras perseguía a un Toyota GT-One, aterrizando el coche entre los árboles que rodean la pista, siendo grabado por la cámaras de televisión. El CLR restante se retiró a continuación por motivos de seguridad, por temor a otro despegue. Afortunadamente en ninguno de los accidentes hubo que lamentar víctimas. Posteriormente, el CLR no volvió a participar en ninguna carrera en el año, y Mercedes-Benz culpó de estos accidentes a los baches de la pista, que posteriormente fueron eliminados.
También, la edición 1999 vio un nuevo aumento de la participación de los fabricantes. Aunque Porsche no compitió con un equipo de competición en las clases de prototipos, Toyota mantiene sus tres GT-One actualizados, ahora pasándose la clase LMGTP debido a la desaparición de la categoría GT1, mientras que Mercedes-Benz estrenó tres nuevos CLR. En cambio Nissan y Panoz presentaron sus autos en clase LMP, el Nissan R391, y Roadster, respectivamente.
Audi intentó probar suerte en las dos clases, con dos R8R, en la clase LMP, y dos R8C, en la clase LMGTP. Luego del fracaso del V12 LM en 1998, BMW tomó una radical decisión de reemplazar rápidamente sus V12 LM por el nuevo V12 LMR. El V12 LMR retuvo algunas estructuras básicas del V12 LM mientras toda la carrocería fue hecha desde cero, teniendo un nuevo sistema de refrigeración que fue el principal problema del auto anterior.

## Resultados de la carrera
| Pos.   | Clase | N.º | Equipo                                        | Piloto                                                       | Chasis                       | Neumático | Vueltas completadas |
| Pos.   | Clase | N.º | Equipo                                        | Piloto                                                       | Motor                        | Neumático | Vueltas completadas |
| ------ | ----- | --- | --------------------------------------------- | ------------------------------------------------------------ | ---------------------------- | --------- | ------------------- |
| 1      | LMP   | 15  | BMW Motorsport                                | Joachim Winkelhock Pierluigi Martini Yannick Dalmas          | BMW V12 LMR                  | M         | 365                 |
| 1      | LMP   | 15  | BMW Motorsport                                | Joachim Winkelhock Pierluigi Martini Yannick Dalmas          | BMW S70 6.0L V12             | M         | 365                 |
| 2      | LMGTP | 3   | Toyota Motorsport Toyota Team Europe          | Ukyō Katayama Keiichi Tsuchiya Toshio Suzuki                 | Toyota GT-One                | M         | 364                 |
| 2      | LMGTP | 3   | Toyota Motorsport Toyota Team Europe          | Ukyō Katayama Keiichi Tsuchiya Toshio Suzuki                 | Toyota R36V 3.6L Turbo V8    | M         | 364                 |
| 3      | LMP   | 8   | Audi Sport Team Joest                         | Frank Biela Didier Theys Emanuele Pirro                      | Audi R8R                     | M         | 360                 |
| 3      | LMP   | 8   | Audi Sport Team Joest                         | Frank Biela Didier Theys Emanuele Pirro                      | Audi 3.6L Turbo V8           | M         | 360                 |
| 4      | LMP   | 7   | Audi Sport Team Joest                         | Michele Alboreto Rinaldo Capello Laurent Aïello              | Audi R8R                     | M         | 346                 |
| 4      | LMP   | 7   | Audi Sport Team Joest                         | Michele Alboreto Rinaldo Capello Laurent Aïello              | Audi 3.6L Turbo V8           | M         | 346                 |
| 5      | LMP   | 18  | Price+Bscher                                  | Thomas Bscher Bill Auberlen Steve Soper                      | BMW V12 LM                   | Y         | 345                 |
| 5      | LMP   | 18  | Price+Bscher                                  | Thomas Bscher Bill Auberlen Steve Soper                      | BMW S70 6.0L V12             | Y         | 345                 |
| 6      | LMP   | 13  | Courage Compétition                           | Alex Caffi Andrea Montermini Domenico Schiattarella          | Courage C52                  | B         | 342                 |
| 6      | LMP   | 13  | Courage Compétition                           | Alex Caffi Andrea Montermini Domenico Schiattarella          | Nissan VRH35L 3.5L Turbo V8  | B         | 342                 |
| 7      | LMP   | 12  | Panoz Motorsports                             | David Brabham Éric Bernard Butch Leitzinger                  | Panoz LMP-1 Roadster-S       | M         | 336                 |
| 7      | LMP   | 12  | Panoz Motorsports                             | David Brabham Éric Bernard Butch Leitzinger                  | Ford (Élan) 6.0L V8          | M         | 336                 |
| 8      | LMP   | 21  | Nissan Motorsports                            | Didier Cottaz Marc Goossens Fredrik Ekblom                   | Courage C52                  | B         | 335                 |
| 8      | LMP   | 21  | Nissan Motorsports                            | Didier Cottaz Marc Goossens Fredrik Ekblom                   | Nissan VRH35L 3.5L Turbo V8  | B         | 335                 |
| 9      | LMP   | 14  | Pescarolo Promotion Racing Team               | Henri Pescarolo Michel Ferté Patrice Gay                     | Courage C50                  | P         | 327                 |
| 9      | LMP   | 14  | Pescarolo Promotion Racing Team               | Henri Pescarolo Michel Ferté Patrice Gay                     | Porsche 3.0L Turbo Flat-6    | P         | 327                 |
| 10     | GTS   | 51  | Viper Team Oreca                              | Olivier Beretta Karl Wendlinger Dominique Dupuy              | Chrysler Viper GTS-R         | M         | 325                 |
| 10     | GTS   | 51  | Viper Team Oreca                              | Olivier Beretta Karl Wendlinger Dominique Dupuy              | Chrysler 8.0L V10            | M         | 325                 |
| 11     | LMP   | 11  | Panoz Motorsports                             | Johnny O'Connell Jan Magnussen Max Angelelli                 | Panoz LMP-1 Roadster-S       | M         | 323                 |
| 11     | LMP   | 11  | Panoz Motorsports                             | Johnny O'Connell Jan Magnussen Max Angelelli                 | Ford (Élan) 6.0L V8          | M         | 323                 |
| 12     | GTS   | 52  | Viper Team Oreca                              | Tommy Archer Justin Bell Marc Duez                           | Chrysler Viper GTS-R         | M         | 318                 |
| 12     | GTS   | 52  | Viper Team Oreca                              | Tommy Archer Justin Bell Marc Duez                           | Chrysler 8.0L V10            | M         | 318                 |
| 13     | GT    | 81  | Manthey Racing GmbH                           | Uwe Alzen Patrick Huisman Luca Riccitelli                    | Porsche 911 GT3-R            | P         | 317                 |
| 13     | GT    | 81  | Manthey Racing GmbH                           | Uwe Alzen Patrick Huisman Luca Riccitelli                    | Porsche 3.6L Flat-6          | P         | 317                 |
| 14     | GTS   | 56  | Chamberlain Engineering                       | Ni Amorim Hans Hugenholtz Toni Seiler                        | Chrysler Viper GTS-R         | M         | 314                 |
| 14     | GTS   | 56  | Chamberlain Engineering                       | Ni Amorim Hans Hugenholtz Toni Seiler                        | Chrysler 8.0L V10            | M         | 314                 |
| 15     | GTS   | 50  | CICA Team Oreca                               | Manuel Mello-Breyner Pedro Mello-Breyner Tomaz Mello-Breyner | Chrysler Viper GTS-R         | M         | 312                 |
| 15     | GTS   | 50  | CICA Team Oreca                               | Manuel Mello-Breyner Pedro Mello-Breyner Tomaz Mello-Breyner | Chrysler 8.0L V10            | M         | 312                 |
| 16     | GTS   | 55  | Paul Belmondo Racing                          | Emmanuel Clérico Jean-Claude Lagniez Guy Martinolle          | Chrysler Viper GTS-R         | D         | 309                 |
| 16     | GTS   | 55  | Paul Belmondo Racing                          | Emmanuel Clérico Jean-Claude Lagniez Guy Martinolle          | Chrysler 8.0L V10            | D         | 309                 |
| 17     | GTS   | 54  | Paul Belmondo Racing                          | Paul Belmondo Tiago Monteiro Marc Rostan                     | Chrysler Viper GTS-R         | D         | 299                 |
| 17     | GTS   | 54  | Paul Belmondo Racing                          | Paul Belmondo Tiago Monteiro Marc Rostan                     | Chrysler 8.0L V10            | D         | 299                 |
| 18     | GTS   | 64  | Konrad Motorsport                             | Franz Konrad Peter Kitchak Charles Slater                    | Porsche 911 GT2              | D         | 293                 |
| 18     | GTS   | 64  | Konrad Motorsport                             | Franz Konrad Peter Kitchak Charles Slater                    | Porsche 3.8L Turbo Flat-6    | D         | 293                 |
| 19     | GT    | 80  | Champion Racing                               | Dirk Müller Bob Wollek Bernd Mayländer                       | Porsche 911 GT3-R            | P         | 292                 |
| 19     | GT    | 80  | Champion Racing                               | Dirk Müller Bob Wollek Bernd Mayländer                       | Porsche 3.6L Flat-6          | P         | 292                 |
| 20     | GTS   | 62  | Roock Racing                                  | Claudia Hürtgen André Ahrle Vincent Vosse                    | Porsche 911 GT2              | Y         | 290                 |
| 20     | GTS   | 62  | Roock Racing                                  | Claudia Hürtgen André Ahrle Vincent Vosse                    | Porsche 3.8L Turbo Flat-6    | Y         | 290                 |
| 21     | GT    | 84  | Perspective Racing                            | Thierry Perrier Jean-Louis Ricci Michel Nourry               | Porsche 911 3.8 RSR          | P         | 288                 |
| 21     | GT    | 84  | Perspective Racing                            | Thierry Perrier Jean-Louis Ricci Michel Nourry               | Porsche 3.8L Flat-6          | P         | 288                 |
| 22     | GTS   | 57  | Chamberlain Engineering                       | Thomas Erdos Christian Vann Christian Gläsel                 | Chrysler Viper GTS-R         | M         | 270                 |
| 22     | GTS   | 57  | Chamberlain Engineering                       | Thomas Erdos Christian Vann Christian Gläsel                 | Chrysler 8.0L V10            | M         | 270                 |
| 23 NC  | GTS   | 65  | Chereau Sports Larbre Compétition             | Jean-Luc Chereau Patrice Gouselard Pierre Yver               | Porsche 911 GT2              | M         | 240                 |
| 23 NC  | GTS   | 65  | Chereau Sports Larbre Compétition             | Jean-Luc Chereau Patrice Gouselard Pierre Yver               | Porsche 3.8L Turbo Flat-6    | M         | 240                 |
| 24 DNF | LMP   | 17  | Team BMW Motorsport                           | Tom Kristensen J. J. Lehto Jörg Müller                       | BMW V12 LMR                  | M         | 304                 |
| 24 DNF | LMP   | 17  | Team BMW Motorsport                           | Tom Kristensen J. J. Lehto Jörg Müller                       | BMW S70 6.0L V12             | M         | 304                 |
| 25 DNF | GTS   | 53  | Viper Team Oreca                              | David Donohue Jean-Philippe Belloc Soheil Ayari              | Chrysler Viper GTS-R         | M         | 271                 |
| 25 DNF | GTS   | 53  | Viper Team Oreca                              | David Donohue Jean-Philippe Belloc Soheil Ayari              | Chrysler 8.0L V10            | M         | 271                 |
| 26 DNF | GTS   | 63  | Roock Racing                                  | Hubert Haupt John Robinson Hugh Price                        | Porsche 911 GT2              | Y         | 232                 |
| 26 DNF | GTS   | 63  | Roock Racing                                  | Hubert Haupt John Robinson Hugh Price                        | Porsche 3.8L Turbo Flat-6    | Y         | 232                 |
| 27 DNF | LMP   | 19  | Team Goh David Price Racing                   | Hiro Matsushita Hiroki Katoh Akihiko Nakaya                  | BMW V12 LM                   | M         | 223                 |
| 27 DNF | LMP   | 19  | Team Goh David Price Racing                   | Hiro Matsushita Hiroki Katoh Akihiko Nakaya                  | BMW S70 6.0L V12             | M         | 223                 |
| 28 DNF | LMP   | 26  | Konrad Motorsport Talkline Racing for Holland | Jan Lammers Peter Kox Tom Coronel                            | Lola B98/10                  | D         | 213                 |
| 28 DNF | LMP   | 26  | Konrad Motorsport Talkline Racing for Holland | Jan Lammers Peter Kox Tom Coronel                            | Ford (Roush) 6.0L V8         | D         | 213                 |
| 29 DNF | LMGTP | 10  | Audi Sport UK Ltd.                            | James Weaver Andy Wallace Perry McCarthy                     | Audi R8C                     | M         | 198                 |
| 29 DNF | LMGTP | 10  | Audi Sport UK Ltd.                            | James Weaver Andy Wallace Perry McCarthy                     | Audi 3.6L Turbo V8           | M         | 198                 |
| 30 DNF | LMGTP | 2   | Toyota Motorsports Toyota Team Europe         | Thierry Boutsen Ralf Kelleners Allan McNish                  | Toyota GT-One                | M         | 173                 |
| 30 DNF | LMGTP | 2   | Toyota Motorsports Toyota Team Europe         | Thierry Boutsen Ralf Kelleners Allan McNish                  | Toyota R36V 3.6L Turbo V8    | M         | 173                 |
| 31 DNF | GTS   | 61  | Freisinger Motorsport                         | Ernst Palmberger Wolfgang Kaufmann Michel Ligonnet           | Porsche 911 GT2              | D         | 157                 |
| 31 DNF | GTS   | 61  | Freisinger Motorsport                         | Ernst Palmberger Wolfgang Kaufmann Michel Ligonnet           | Porsche 3.8L Turbo Flat-6    | D         | 157                 |
| 32 DNF | LMP   | 27  | Kremer Racing                                 | Tomás Saldaña Grant Orbell Didier de Radiguès                | Lola B98/10                  | G         | 46                  |
| 32 DNF | LMP   | 27  | Kremer Racing                                 | Tomás Saldaña Grant Orbell Didier de Radiguès                | Ford (Roush) 6.0L V8         | G         | 46                  |
| 33 DNF | GTS   | 67  | Larbre Compétition                            | Jean-Pierre Jarier Sébastien Bourdais Pierre de Thoisy       | Porsche 911 GT2              | M         | 134                 |
| 33 DNF | GTS   | 67  | Larbre Compétition                            | Jean-Pierre Jarier Sébastien Bourdais Pierre de Thoisy       | Porsche 3.8L Turbo Flat-6    | M         | 134                 |
| 34 DNF | GTS   | 66  | Estoril Racing Communication                  | Manuel Monteiro Michel Monteiro Michel Maisonneuve           | Porsche 911 GT2              | P         | 123                 |
| 34 DNF | GTS   | 66  | Estoril Racing Communication                  | Manuel Monteiro Michel Monteiro Michel Maisonneuve           | Porsche 3.8L Turbo Flat-6    | P         | 123                 |
| 35 DNF | LMP   | 22  | Nissan Motorsports                            | Michael Krumm Satoshi Motoyama Érik Comas                    | Nissan R391                  | B         | 110                 |
| 35 DNF | LMP   | 22  | Nissan Motorsports                            | Michael Krumm Satoshi Motoyama Érik Comas                    | Nissan VRH50A 5.0L V8        | B         | 110                 |
| 36 DNF | LMGTP | 1   | Toyota Motorsports Toyota Team Europe         | Martin Brundle Emmanuel Collard Vincenzo Sospiri             | Toyota GT-One                | M         | 90                  |
| 36 DNF | LMGTP | 1   | Toyota Motorsports Toyota Team Europe         | Martin Brundle Emmanuel Collard Vincenzo Sospiri             | Toyota R36V 3.6L Turbo V8    | M         | 90                  |
| 37 DNF | LMP   | 25  | Team DAMS                                     | Christophe Tinseau Franck Montagny David Terrien             | Lola B98/10                  | P         | 77                  |
| 37 DNF | LMP   | 25  | Team DAMS                                     | Christophe Tinseau Franck Montagny David Terrien             | Judd GV4 4.0L V10            | P         | 77                  |
| 38 DNF | LMGTP | 6   | AMG-Mercedes                                  | Bernd Schneider Franck Lagorce Pedro Lamy                    | Mercedes-Benz CLR            | B         | 76                  |
| 38 DNF | LMGTP | 6   | AMG-Mercedes                                  | Bernd Schneider Franck Lagorce Pedro Lamy                    | Mercedes-Benz GT108C 5.7L V8 | B         | 76                  |
| 39 DNF | LMGTP | 5   | AMG-Mercedes                                  | Christophe Bouchut Nick Heidfeld Peter Dumbreck              | Mercedes-Benz CLR            | B         | 75                  |
| 39 DNF | LMGTP | 5   | AMG-Mercedes                                  | Christophe Bouchut Nick Heidfeld Peter Dumbreck              | Mercedes-Benz GT108C 5.7L V8 | B         | 75                  |
| 40 DNF | LMP   | 24  | Autoexe Motorsport                            | Yojiro Terada Franck Fréon Robin Donovan                     | Autoexe LMP99                | Y         | 74                  |
| 40 DNF | LMP   | 24  | Autoexe Motorsport                            | Yojiro Terada Franck Fréon Robin Donovan                     | Ford 6.0L V8                 | Y         | 74                  |
| 41 DNF | LMP   | 29  | JB Racing                                     | Jérôme Policand Mauro Baldi Christian Pescatori              | Ferrari 333 SP               | P         | 71                  |
| 41 DNF | LMP   | 29  | JB Racing                                     | Jérôme Policand Mauro Baldi Christian Pescatori              | Ferrari F130E 4.0L V12       | P         | 71                  |
| 42 DNF | LMP   | 32  | Riley & Scott Europe Solution F               | Marco Apicella Carl Rosenblad Shane Lewis                    | Riley & Scott Mk III/2       | P         | 67                  |
| 42 DNF | LMP   | 32  | Riley & Scott Europe Solution F               | Marco Apicella Carl Rosenblad Shane Lewis                    | Ford 6.0L V8                 | P         | 67                  |
| 43 DNF | LMGTP | 9   | Audi Sport UK Ltd.                            | Stefan Johansson Stéphane Ortelli Christian Abt              | Audi R8C                     | M         | 55                  |
| 43 DNF | LMGTP | 9   | Audi Sport UK Ltd.                            | Stefan Johansson Stéphane Ortelli Christian Abt              | Audi 3.6L Turbo V8           | M         | 55                  |
| 44 DNF | LMP   | 31  | Riley & Scott Europe Solution F               | Philippe Gache Gary Formato Olivier Thévenin                 | Riley & Scott Mk III/2       | P         | 25                  |
| 44 DNF | LMP   | 31  | Riley & Scott Europe Solution F               | Philippe Gache Gary Formato Olivier Thévenin                 | Ford 6.0L V8                 | P         | 25                  |
| 45 DNF | GTS   | 60  | Freisinger Motorsport                         | Ray Lintott Manfred Jurasz Katsunori Iketani                 | Porsche 911 GT2              | D         | 24                  |
| 45 DNF | GTS   | 60  | Freisinger Motorsport                         | Ray Lintott Manfred Jurasz Katsunori Iketani                 | Porsche 3.8L Turbo Flat-6    | D         | 24                  |
| DNS    | LMGTP | 4   | AMG-Mercedes                                  | Mark Webber Jean-Marc Gounon Marcel Tiemann                  | Mercedes-Benz CLR            | B         | -                   |
| DNS    | LMGTP | 4   | AMG-Mercedes                                  | Mark Webber Jean-Marc Gounon Marcel Tiemann                  | Mercedes-Benz GT108C 5.7L V8 | B         | -                   |
| DNS    | LMP   | 23  | Nissan Motorsports                            | Aguri Suzuki Masami Kageyama Eric van de Poele               | Nissan R391                  | B         | -                   |
| DNS    | LMP   | 23  | Nissan Motorsports                            | Aguri Suzuki Masami Kageyama Eric van de Poele               | Nissan VRH50A 5.0L V8        | B         | -                   |
| DNS    | GT    | 83  | GFB MacQuillan                                | Michel Neugarten Gerard MacQuillan Chris Gleason             | Porsche 911 3.8 RSR          | P         | -                   |
| DNS    | GT    | 83  | GFB MacQuillan                                | Michel Neugarten Gerard MacQuillan Chris Gleason             | Porsche 3.8L Flat-6          | P         | -                   |

- Datos: Q216532
- Multimedia: 1999 24 Hours of Le Mans / Q216532